# زيد أبو يمن
زيد أبو يمن (20 حزيران 1993 -) لاعب المنتخب الأردني لكرة الطاولة ، هو من عائلة رياضية يُمارس جميع أفرادها كرة الطاولة، بدأ ممارسة هذه الرياضة بعمر السادسة تحت قيادة والده يوسف أبو يمن مدرب المنتخب الأردني لكرة الطاولة.

## إنجازاته
التحق أبو يمن في صفوف المنتخب الأردني لكرة الطاولة للمرة الأولى عام 2004 وحقق العديد من الإنجازات الدولية أهمها، المركز الثاني ببطولة قبرص الدولية تحت 15 عاماً في عام 2005 والمركز الثاني ببطولة القدس الدولية باليمن عام 2009 والمركز الثاني ببطولة قبرص الدولية لفئة الرجال عامي 2011 و20014 والمركز الثالث في ذات البطولة عامي 2012 و2013 والمركز الثالث في كأس الاتحاد العربي لفئة الرجال عام 2013 بمدينة أربيل العراقية والمركز الأول ببطوله صلالة الدولية في عام 2017 بسلطنة عُمان والمركز الثالث ببطولة غرب آسيا (التصفيات الأولمبية عام 2016) في هونج كونج والمركز الثالث ببطولة غرب آسيا عامي 2017 و2018  والمركز الثالث بالتصفيات الأولمبية (طوكيو 2021) عن منطقة غرب آسيا عام 2020 في الأردن.
وسبق لزيد أبو يمن التأهل لأربع بطولات عالم أعوام 2010 في روسيا و2011 في هولندا و2018 في السويد و2019 في المجر والمشاركة أيضاً في ثلاث بطولات آسيا أعوام 2011 في الهند و2017 في الصين و2019 في إندونيسيا.
ويعتبر زيد أبو يمن أول لاعب كرة طاولة أردني يحصد كافة ألقاب بطولات المملكة الفردية والجماعية لكافة الفئات العمرية وصاحب أفضل تصنيف دولي للاعب أردني باحتلاله المركز 290 على مستوى العالم لشهر أذار عام 2020.

## احترافه
احترف زيد أبو يمن مع نادي السيب العُماني وفاز بلقب الدوري في عُمان عام 2018 وحل في المركز الثاني بالدوري العُماني عام 2019 كما أنه احترف في عام 2020 مع نادي المعادي الرياضي المصري.